# Троцифрени брејк
У снукеру, троцифрени брејк (енгл. century break) означава кад играч постигне 100 или више поена без промашаја у једној посети столу. Играч то постиже убацујући наизменично црвене и обојене кугле. Постизање 100 поена у једном фрејму није троцифрени брејк — то мора бити учињено у једној посети столу (иако играч може имати више посета столу у току једног фрејма). Поени који се добију након што противник направи фаул не рачунају се у брејк.
Током професионалних турнира забележено је преко 20.000 троцифрених брејкова. 2014. године, Нил Робертсон је постао први играч који је направио више од 100 троцифрених брејкова током једне сезоне. Рони О’Саливан држи рекорд по броју направљених троцифрених брејкова са преко 1000 троцифрених брејкова.

## Списак троцифрени брејкова
|     | Играч           | Укупно |
| 1.  | Рони О'Саливан  | 1264   |
| 2.  | Џон Хигинс      | 995    |
| 3.  | Џад Трамп       | 980    |
| 4.  | Нил Робертсон   | 939    |
| 5.  | Марк Селби      | 821    |
| 6.  | Стивен Хендри   | 777    |
| 7.  | Динг Ђунхуеј    | 663    |
| 8.  | Шон Марфи       | 656    |
| 9.  | Марк Вилијамс   | 629    |
| 10. | Марк Ален       | 618    |
| 11. | Стјуарт Бингам  | 585    |
| 12. | Марко Фу        | 526    |
| 13. | Стивен Магвајер | 520    |
| 14. | Бари Хокинс     | 463    |
| 15. | Рајан Деј       | 458    |
| 16. | Кајрен Вилсон   | 453    |
| 17. | Алистер Картер  | 418    |
| 18. | Дејвид Гилберт  | 390    |
| 19. | Питер Ебдон     | 377    |
| 20. | Џо Пери         | 370    |

## Правила
Највећи могући троцифрени брејк у снукеру износи 147 (максимални брејк), тј. 15 црвених, 15 црних и 6 преосталих обојених кугли (укључујући и црну). У ванредним околностима могуће је постићи брејк од 155. Ако играч дође за сто након што је противник направио фаул и ако није у могућности погодити било коју страну било које црвене кугле, тј. ако је снукерован на свакој црвеној кугли, тада може номинирати неку од обојених кугли као црвену (тзв. free ball). У оваквим околностима могуће је убацити 16 црвених и црних + 27 поена за обојене, што укупно износи 155.
Да би се постигао троцифрени брејк, на столу мора бити најмање 10 црвених кугли (или 9 у free ball ситуацији) кад играч дође на ред. Ако је на столу 9 црвених, онда највећи брејк може износити 99 (9 x 8 + 27).